# José Luis Saldívar
José Luis "El Guero" Saldívar Berrones (Ciudad Victoria, Tamaulipas, 8 de marzo de 1954 - León, Guanajuato, 20 de agosto de 2014) fue un futbolista y director técnico mexicano.

## Historia como jugador
Como jugador su posición fue de centro delantero, jugando en la década de los 70, 80 y principios de los años 90 defendiendo las casacas de la Pandilla del Monterrey, donde se inició desde fuerzas inferiores, Jaibos de Tampico, Tiburones Rojos de Veracruz y Cachorros del Atlético Potosino.

## Carrera de Director Técnico en División de Ascenso
Como Director Técnico fue Subcampeón de Liga en la Segunda División con Tampico Madero en la temporada 1992-93. Debutó en Primera División en el triunfo como local de León 4-3 sobre Santos, en juego de la Jornada 25 de la campaña 1995-96. Campeón de la Primera División A, ciclo 2002-03 con Irapuato. Conquistó el título del torneo Clausura 2004 de la Primera División A con León, pero perdió la Final por el ascenso ante los Dorados de Culiacán. Dirigió a los Correcaminos de la Universidad Autónoma de Tamaulipas, Lagartos de Tabasco, Dorados de Sinaloa  la Jaiba Brava del Tampico-Madero y los Tecolotes de la Universidad Autónoma de Guadalajara.

## Carrera como Director Técnico en la Primera División
Debut como D.T. en Primera División: 10 de febrero de 1996 con los Panzas Verdes del León, equipo al cual dirigió en tres ocasiones. También dirigió a los Freseros del Irapuato y a los Cementeros del Cruz Azul en el 2004. 

## Fallecimiento
El 20 de agosto de 2014 fallece en su casa de la Ciudad de León, Guanajuato, a causa de un infarto al miocardio. José Luis tenía 60 años de edad informó el club Correcaminos de la UAT, el cual dirigió en el 2005 y que tiene su sede en Cd. Victoria, Tamaulipas de donde era originario.

## Clubes

### Como futbolista
| Club              | País   | Año         |
| ----------------- | ------ | ----------- |
| Monterrey         | México | 1975 - 1978 |
| Tampico FC        | México | 1978 - 1979 |
| Atlético Potosino | México | 1979 - 1984 |

### Como entrenador
| Club                   | División         | País   | Año         |
| ---------------------- | ---------------- | ------ | ----------- |
| Tampico Madero         | Segunda División | México | 1992 - 1993 |
| León                   | Primera División | México | 1996        |
| León                   | Primera División | México | 2000        |
| Irapuato               | Primera División | México | 2003        |
| León                   | Liga de Ascenso  | México | 2003 - 2004 |
| Cruz Azul              | Primera División | México | 2004        |
| Correcaminos de la UAT | Liga de Ascenso  | México | 2005        |
| León                   | Liga de Ascenso  | México | 2005        |
| Lagartos de Tabasco    | Liga de Ascenso  | México | 2006        |
| Dorados de Sinaloa     | Liga de Ascenso  | México | 2006        |
| Tampico Madero         | Liga de Ascenso  | México | 2007        |
| Tecos U.A.G.           | Liga de Ascenso  | México | 2009        |